# Ahora o nunca (película de 2015)
Ahora o nunca es una película española de 2015, dirigida por María Ripoll Julià y con un guion escrito por Jorge Alberto Lara Alcón y Francisco Roncal Martínez. Se estrenó oficialmente en España el 19 de junio de 2015.

## Argumento
Álex (Dani Rovira) y Eva (María Valverde) son una feliz pareja que, tras varios años de noviazgo, deciden casarse en el pueblo de la campiña inglesa donde se conocieron (Castle Combe). Sin embargo, surge un problema inesperado: una huelga de controladores aéreos impide que Álex y sus invitados lleguen hasta donde está Eva.
La trama revela cómo la distancia puede afectar divertidamente a las relaciones de pareja.

## Reparto
Los protagonistas principales son Dani Rovira y María Valverde. También aparece Clara Lago, que ya compartió cartel junto a Dani Rovira en Ocho apellidos vascos (2014). Los acompañan en el reparto Joaquín Núñez, Gracia Olayo, Alicia Rubio, Jordi Sánchez y Yolanda Ramos, entre otros artistas. Además, Ahora o nunca supone el estreno como actriz cinematográfica de la cantante y compositora Melody.
| Actor o actriz        | Personaje interpretado                     |
| --------------------- | ------------------------------------------ |
| Dani Rovira           | Alejandro Fernández, Álex (novio de Eva)   |
| María Valverde        | Eva (novia de Álex)                        |
| Melody                | Irene Fernández (hermana de Álex)          |
| Joaquín Núñez         | Santiago Fernández (padre de Álex e Irene) |
| Gracia Olayo          | Caritina (madre de Álex e Irene)           |
| Alicia Rubio          | Belén (hermana de Eva)                     |
| Clara Lago            | Tatiana (prima de Eva)                     |
| Anna Gras             | Seis (amiga de Eva y jugadora de rugbi)    |
| Jordi Sánchez         | Fermín (padre de Eva y Belén)              |
| Yolanda Ramos         | Tita Nines                                 |
| Mireia Portas         | Fina                                       |
| Marta Pérez           | Sole                                       |
| Marcel Borràs         | Gabriel (inglés aprovechado)               |
| Carlos Cuevas         | Dani                                       |
| Benjamin Nathan-Serio | Responsable del aeropuerto de Ámsterdam    |
| Ben Vinnicombe        | Auxiliar de vuelo                          |
| Víctor Sevilla        | Jesús                                      |
| Cristina Rodríguez    | Azafata del aeropuerto                     |

## Género
Se trata de una comedia con toques gamberros, en la que la pareja protagonista (formada por Álex y Eva) vive una serie de situaciones rocambolescas al no lograr casarse, que dan como resultado una mezcla de géneros cinematográficos que van desde el romanticismo a la acción, las aventuras, la película de carretera o del Oeste.

## Producción

### Desarrollo
El rodaje de Ahora o nunca se inició el 3 de noviembre de 2014 y transcurrió durante las siguientes siete semanas por Barcelona, San Felíu de Codinas y diversas localidades del valle de Camprodón (Gerona) y finalmente concluyó en Ámsterdam el 19 de diciembre de ese año.

## Música
La banda sonora ha sido compuesta por Simon Smith, que ha mezclado influencias de jazz, punk, rock, pop y música electrónica de baile. Incorpora canciones en inglés escritas especialmente para la película, en colaboración con Víctor Hernández y Eric Nagel, entre las que se encuentran Nothing's going to stop me now, Crazy for you y Run for what you want.
También se incluye la balada In my mind, compuesta e interpretada por la artista Melody, quien la lanzó al mercado en formato digital el 29 de mayo de 2015. Además, figuran temas internacionales como Alright (de Supergrass), Tick, tick, boom! (perteneciente a The Hives), Walk like an Egyptian (The Bangles) y clásicos de pop español, como Te estoy amando locamente (de Las Grecas) y Volando voy (de Kiko Veneno), entre otros.

## Preestreno
La presentación de Ahora o nunca tuvo lugar el 16 de junio de 2015 en los cines Callao de Madrid.

## Presupuesto
La película contó con un presupuesto de 2 900 000 euros, a los que habría que sumar los gastos de publicidad.
Sony Pictures situó Ahora o nunca en 426 pantallas de 354 locales (con 308 copias), lo que supuso un incremento en presencia de mercado en relación con el resto de películas españolas estrenadas hasta el momento.

## Recaudación y espectadores
Ahora o nunca fue la segunda película más vista en España en su primer fin de semana de exhibición (con 222 937 espectadores), en el que recaudó 1 549 000 euros, convirtiéndose en el mejor estreno español del año.
Hasta la fecha, es el largometraje español dirigido por una mujer más taquillero de la historia, por delante de Te doy mis ojos y También la lluvia (ambas de Icíar Bollaín; con 5 021 082 y 3 907 395 euros recaudados, respectivamente), La vida secreta de las palabras (de Isabel Coixet; con 3 517 099 euros) y El crimen de Cuenca (de Pilar Miró; con 2 773 000 euros).
En cuanto al número de espectadores, Ahora o nunca se ha convertido en el segundo largometraje español dirigido por una mujer más visto de la historia, superado únicamente por El crimen de Cuenca (con 1 971 671 espectadores). La tercera posición es para Los duendes de Andalucía (de Ana Mariscal; con 1 397 000 espectadores). El cuarto lugar lo ocupa La petición (de Pilar Miró; con 1 239 000 espectadores). En quinta posición se encuentra Te doy mis ojos (con 1 063 000 espectadores).
A continuación se muestra una tabla que refleja la posición que ha ocupado Ahora o nunca entre las películas más vistas en España desde su estreno en cines, así como las recaudaciones que ha obtenido en taquilla y el número de espectadores.
| Éxito de taquilla en España |                                 |                               |                                       |                               |                               |                       |
| Periodo facturado           | Fecha                           | Posición entre las más vistas | N.º de espectadores del fin de semana | Recaudación del fin de semana | N.º de espectadores acumulado | Recaudación acumulada |
| 1.er fin de semana          | 19-21 de junio de 2015          | 2.a                           | 222 937                               | 1 549 000 €                   | 222 937                       | 1 549 000 €           |
| 2.o fin de semana           | 26-28 de junio de 2015          | 2.a                           | 138 000                               | 1 011 000 €                   | 500 000                       | 3 541 000 €           |
| 3.er fin de semana          | 3-5 de julio de 2015            | 3.a                           | 93 000                                | 680 000 €                     | 850 000                       | 4 923 000 €           |
| 4.o fin de semana           | 10-12 de julio de 2015          | 4.a                           | 75 000                                | 529 000 €                     | 1 000                         | 5 800 000 €           |
| 5.o fin de semana           | 17-19 de julio de 2015          | 6.a                           | 48 901                                | 333 050 €                     | 1 122 314                     | 6 729 546 €           |
| 6.o fin de semana           | 24-26 de julio de 2015          | 6.a                           | 33 429                                | 228 973 €                     | 1 212 134                     | 7 241 725 €           |
| 7.o fin de semana           | 31 de julio-2 de agosto de 2015 | 8.a                           | 22 113                                | 153 750 €                     | 1 277 500                     | 7 612 192 €           |
| 8.o fin de semana           | 7-9 de agosto de 2015           | 12.a                          | 14 716                                | 105 245 €                     | 1 318 558                     | 7 854 231 €           |
| 9.o fin de semana           | 14-16 de agosto de 2015         | 14.a                          | 9311                                  | 67 650 €                      | 1 347 537                     | 8 027 478 €           |
| 10.o fin de semana          | 21-23 de agosto de 2015         | 17.a                          | 7476                                  | 53 127 €                      | 1 368 535                     | 8 152 317 €           |
| 11.o fin de semana          | 28-30 de agosto de 2015         | 17.a                          | 4655                                  | 33 863 €                      | 1 383 556                     | 8 239 023 €           |
| 12.o fin de semana          | 4-6 de septiembre de 2015       | 21.a                          | 4178                                  | 29 655 €                      | 1 393 091                     | 8 296 339 €           |
| 13.er fin de semana         | 11-13 de septiembre de 2015     | 25.a                          | 2882                                  | 20 695 €                      | 1 399 697                     | 8 336 089 €           |
| 14.o fin de semana          | 18-20 de septiembre de 2015     | 25.a                          | 1979                                  | 13 050 €                      | 1 403 051                     | 8 356 078 €           |
| 15.o fin de semana          | 25-27 de septiembre de 2015     | 28.a                          | 1800                                  | 12 234 €                      | 1 405 784                     | 8 373 314 €           |
| 16.o fin de semana          | 2-4 de octubre de 2015          | 29.a                          | 1310                                  | 8137 €                        | 1 407 911                     | 8 385 435 €           |
| 17.o fin de semana          | 9-11 de octubre de 2015         | 32.a                          | 608                                   | 4404 €                        | 1 418 322                     | 8 435 742 €           |
| 18.o fin de semana          | 16-18 de octubre de 2015        | 36.a                          | 601                                   | 2461 €                        | 1 419 589                     | 8 441 014 €           |
| 19.o fin de semana          | 23-25 de octubre de 2015        | 43.a                          | 216                                   | 1080 €                        | 1 419 820                     | 8 442 163 €           |

## Premios y nominaciones
| Fecha                 | Premio          | Categoría                            | Resultado |
| --------------------- | --------------- | ------------------------------------ | --------- |
| 28 de octubre de 2015 | Neox Fan Awards | La peli del año                      | Finalista |
| 31 de enero de 2016   | Premios Gaudí   | Mejor película en lengua no catalana | Candidata |
| 6 de febrero de 2016  | Premios Goya    | Mejor película                       | Candidata |

Ahora o nunca estuvo nominada en la cuarta edición de los Premios Neox Fan Awards como mejor película del año. La entrega de premios se celebró en Madrid el 28 de octubre de 2015, en una gala que se retransmitió en directo por Neox.
El 2 de diciembre de 2015 la Academia de Cine de Cataluña anunció la candidatura de Ahora o nunca como aspirante a los Premios Gaudí en su octava edición, que tuvo lugar el 31 de enero de 2016 en el auditorio del Fórum de Barcelona.
Además, fue candidata a la mejor película del año en la trigésima edición de los Premios Goya, que se celebró el 6 de febrero de 2016.